# 肥荚红豆
肥荚红豆（学名：Ormosia fordiana）为豆科红豆属下的一个种。

## 扩展阅读
- 維基物種上的相關：肥荚红豆